# Super Mario Bros. 35
Super Mario Bros. 35 was een online multiplayer platformgame uit 2020 met battle royale-elementen. De game werd ontwikkeld door Arika en uitgegeven door Nintendo en maakte deel uit van de viering van het 35-jarig jubileum van Super Mario Bros. in 2020. Het werd op 1 oktober 2020 uitgebracht op de Nintendo Switch als gratis downloadbare game voor gebruikers die gebruikmaakten van de Nintendo Switch Online-service. De servers werden op 1 april 2021 gesloten, na het officiële einde van de viering. Het spel had een vergelijkbaar concept als Tetris 99, waar 99 (of bij Super Mario Bros. 35) spelers tegen elkaar strijden om het langste te overleven.
De game bevatte de klassieke platformactie van Super Mario Bros., met de toevoeging van 35 spelers die in realtime tegen elkaar strijden in een battle royale-formaat. Vijanden die de speler versloeg, werden naar andere tegenstanders gestuurd met behulp van een van de vier doelwitopties. Het spel bevatte power-ups die je kon krijgen door verzamelde munten uit te geven aan een 'item roulette' en een timer die werd verlengd door vijanden te verslaan en levels te voltooien. Super Mario Bros. 35 kreeg over het algemeen positieve recensies van critici. Zij prezen het unieke concept van de game, waarbij Super Mario Bros. werd gecombineerd met battle royale-gameplay en innovatie. Tegelijkertijd hadden ze kritiek op de herhaling en eenvoud van de game.

## Gameplay
Super Mario Bros. 35 combineerde run-and-jump-platformactie met battle royale-elementen. Vijfendertig spelers bestuurden elk de hoofdpersoon Mario, terwijl Luigi vrijgespeeld kon worden als speelbaar personage via een Easter egg, en doorkruisten tegelijkertijd de originele set van tweeëndertig tweedimensionale levels uit Super Mario Bros. Deze levels waren gevuld met items, zoals munten en power-ups, en vijanden moesten worden verslagen. Een speler won als alle andere spelers waren uitgeschakeld.
In bepaalde levels verschenen verschillende vijanden, met verschillende manieren om ze te verslaan. Goomba's kwamen het meeste voor. De meeste vijanden konden worden verslagen door erbovenop te springen. Andere vijanden lieten een projectiel vallen als ze erop trapten, zoals de Koopa Troopa, die een projectiel liet vallen dat naar links of rechts kon worden geschopt en dat afketste als het in contact kwam met een voorwerp. Bowser verscheen als een baas in het vierde level van elke wereld. Vijanden die door de speler werden verslagen, werden in realtime naar andere tegenstanders gestuurd, die in hun levels verschenen als een extra belemmering. Spelers konden hun tegenstanders handmatig aanvallen of kiezen uit vier typen tegenstanders: spelers die de meeste munten verzamelden, spelers die de minste tijd over hadden, spelers die de speler zelf aanvielen, of willekeurige spelers. Aan elke speler werd een timer toegewezen die startte op 35 seconden. Ze kregen extra seconden als ze vijanden uitschakelden. Als ze dat snel achter elkaar deden, kregen ze hogere beloningen. Door de timer te laten aflopen, verloor de speler. 
Spelers konden een hoop munten verdienen als ze tijdens een wedstrijd een tegenstander uitschakelden. Als een speler 20 munten verzamelde, had hij de mogelijkheid om deze uit te geven aan de "item roulette". Dit gaf de speler een van de vier items: Super Mushrooms, een paddenstoel die Mario groter maakte, hem de mogelijkheid gaf om stenen te vernietigen en hem een extra HP gaf; Fire Flowers, die Mario de mogelijkheid gaven om stuiterende vuurballen naar vijanden te schieten; Starman, die Mario voor een korte periode onoverwinnelijk maakten voor vijanden; en POW Blocks, die alle vijanden op het scherm versloegen.
Aan het begin van elk spel kregen de spelers de mogelijkheid om te stemmen op welk level hij wilde beginnen. Alle geselecteerde levels werden in een wachtrij geplaatst, samen met enkele willekeurig gekozen levels. Na het eerste level kon elke speler alleen stemmen op levels die hij had voltooid. In dit pre-game scherm konden spelers er ook voor kiezen om 50 munten uit te geven om te beginnen met een power-up. In tijdelijke "Special Battle"-evenementen konden spelers strijden op een vast aantal parcoursen en onder bepaalde voorwaarden, die elke week een ander thema hadden. Tot deze voorwaarden behoorden het starten met munten, een power-up of meer tijd op de in-game timer. Het spel bevatte ook een groot aantal profieliconen die ontgrendeld konden worden door aan verschillende vereisten te voldoen. 

## Ontwikkeling en release
Super Mario Bros. 35 werd ontwikkeld door Arika, en begon voor de release van het vorige spel van het bedrijf, Tetris 99, in februari 2019. Het spel werd aangekondigd op 3 september 2020, als onderdeel van het 35-jarig jubileum van Super Mario Bros. Na de aankondiging werden er steeds vergelijkingen gemaakt tussen Super Mario Bros. 35 en Mario Royale, een fanproject van InfernoPlus dat Nintendo een jaar eerder had bevolen te verwijderen vanwege inbreuk op het auteursrecht. Arika ontkende het project te hebben gekloond en verklaarde dat het spel al in ontwikkeling was voordat Mario Royale werd uitgebracht. Super Mario Bros. 35 werd op 1 oktober gratis uitgebracht voor Nintendo Switch Online-leden; Een week na de release kreeg het spel een update die enkele kleine bugs oploste en de stabiliteit van de verbinding verbeterde. Ter gelegenheid van Halloween bood de Special Battle-modus van 20 oktober tot 2 november 2020 alleen ondergrondse en nachtelijke parcoursen  Voor de laatste Special Battle, die van 30 maart tot 1 april plaatsvond, waren alle parcoursen in volgorde in omloop. Sommige spelers werden ervan beschuldigd dat ze hadden gehackt om in één ronde 99.999 munten te verzamelen. Zo konden ze gemakkelijk power-ups bemachtigen, waarmee ze bovenaan de ranglijsten konden komen. Nintendo heeft actie ondernomen door online gepubliceerde video's te verwijderen waarin gameplay werd getoond waarvan werd vermoed dat er sprake was van hacking.